# Markerup
Markerup er en landsby beliggende midtvejs mellem Husby og Oksager i det nordlige Angel i Sydslesvig. Administrativt hører Markerup under Husby Kommune i Slesvig-Flensborg kreds i den nordtyske delstat Slesvig-Holsten.I kirkelig henseende hører Markerup under Husby Sogn. Sognetr lå i Husby Herred (Flensborg Amt, Slesvig), da området var dansk indtil 1864. 
Markerup dannede et selvstændig kommune, inden den kom under Husby kommune i 1970. Den daværende kommune havde i 1970 330 indbyggere og et areal på 715 ha. Stednavnet er første gang dokumenteret 1277. Navnet er afledt af mandsnavn Marke, måske af Slesvig-biskoppen Marco. Landsbyen er landbrugspræget.
Vest for Markerup ligger Markerup Hede (Markerupheide). Hedearealet blev allerede i 1900-tallet opdyrket. Selve bebyggelsen Markeruphede bestod i 1837 af fem kådnersteder. Stednavnet er første gang dokumenteret 1599, navnet er det eneste bevarede hede-navn i Angel. Den lille Tenebæk (ty. Teenbek el. Moorau) går øst om Markerup.